# Xarxatan
Xarxatan är en ort i Azerbajdzjan.   Den ligger i distriktet Lənkəran Rayonu, i den sydöstra delen av landet, 200 km sydväst om huvudstaden Baku. Antalet invånare är 1 856.
Terrängen runt Xarxatan är platt åt nordost, men åt sydväst är den kuperad. Runt Xarxatan är det ganska tätbefolkat, med 120 invånare per kvadratkilometer.. Närmaste större samhälle är Lankaran, 14,6 km sydost om Xarxatan.
Trakten runt Xarxatan består till största delen av jordbruksmark.